# Dohody o příměří (1949)

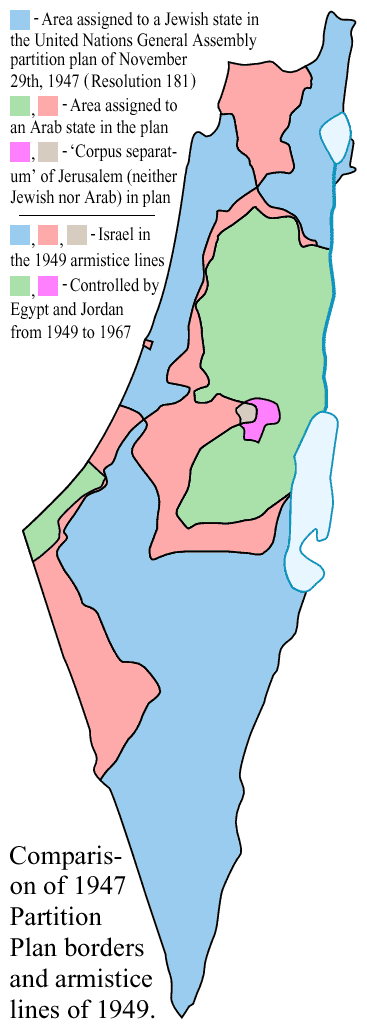
Hlavní rozdíly mezi plánem OSN na rozdělení Palestiny a liniemi příměří z roku 1949 jsou zvýrazněny světle červenou a fuchsiovou barvou.

Dohody o příměří z roku 1949 jsou sérií dohod podepsaných v roce 1949 mezi Izraelem a jeho sousedy: Egyptem, Libanonem, Jordánskem a Sýrií. Dohody ukončily oficiální nepřátelství – První arabsko-izraelskou válku a stanovily linie příměří mezi Izraelem a Západním břehem, které byly až do Šestidenní války v roce 1967 známé jako Zelená linie.

## Dohody

### s Egyptem
6. ledna 1949 oznámil Dr. Ralph Bunche, že je Egypt připraven jednat s Izraelem o příměří. Rozhovory začaly 12. ledna na řeckém ostrově Rhodos a krátce po jejich zahájení Izrael souhlasil s propuštěním obklíčené egyptské brigády u Faludži. Ke konci měsíce se hovory začaly vléci.
Izrael požadoval, aby Egypt stáhl veškeré své síly z území bývalého Mandátu, zatímco Egypt se stáhl za hranice, ve kterých byl 13. října 1948, a které stanovila rezoluce RB OSN č. S/1070 z 4. října 1948. Jeden z důvodů, proč se rozhovory s Egyptem dostaly do mrtvého bodu bylo zvyšující se napětí v Egyptě, které vyvrcholilo 12. února 1949, kdy byl zabit vůdce islamistické skupiny Muslimského bratrstva Hassan al-Banna. Počátkem února Izrael pohrozil ukončením rozhovorů, avšak Spojené státy apelovaly na obě strany, aby se dobraly úspěšné dohody, a tak byla nakonec dohoda o příměří mezi Egyptem a Izraelem na Rhodu podepsána 24. února 1949.
Mezi hlavní body patřilo:
- Linie příměří povede převážně po mezinárodní hranici (z roku 1906), až na oblast poblíž Středozemního moře, kde si Egypt ponechal kontrolu nad pásem země podél pobřeží, známým jako Pásmo Gazy.
- Egyptská armáda obklíčená u Faludži se může se zbraněmi navrátit do Egypta a území bude předáno Izraeli.
- Zóna po obou stranách hranic u 'Uja al-Hafeer (Nicana) byla demilitarizována a stala se dočasným sídlem bilaterální komise vyjednávající příměří.

### s Libanonem
Dohoda s Libanonem byla podepsána 23. března 1949. Mezi její hlavní body patřilo:
- Linie příměří („Zelená linie“, viz také Modrou linii) bude zakreslena podél mezinárodní hranice
- Na rozdíl od jiných dohod nebyla v této dohodě žádná zmínka, která by popírala linii příměří jako mezinárodní hranici.
- Izrael stáhne svoje síly ze 13 vesnic na libanonském území, které během války okupoval.

### s Jordánskem
Dohoda s Jordánskem byla podepsána 3. dubna 1949. Mezi její hlavní body patřilo:
- Jordánské síly zůstanou ve svých pozicích, které zaujímají na Západním břehu, zejména pak ve východním Jeruzalémě, včetně Starého Města.
- Jordánsko stáhne své síly z jejich pozic, ze kterých mají přehled nad Šaronskou planinou. Na oplátku Izrael souhlasil, aby jordánské síly obsadily pozice, které předtím zaujímaly irácké síly.
- Výměna území: Podle článku 6, získá Izrael území známé jako vádí Ara a tzv. Malý triangl, výměnou za území jižně od pahorků Hebronu. V březnu 1949 se irácké síly stáhly z Palestiny a předaly své pozice malé jordánské legii. V rámci dohod měl Izrael ještě jeden geopolitický cíl, a to získat policejní stanici v Um Rašraši u Akabského zálivu (dnes Ejlat).[5] Dvě izraelské brigády se tak vydaly směrem k Rudému moři. Cestou se dostaly do blízkosti jednotek Arabské legie, které se však stáhly. 11. března dorazily izraelské jednotky k do Um Rašraši, které bylo prohlášeno za izraelské.[5]
- Byla ustanovena zvláštní komise, pro umožnění bezpečné dopravy mezi Jeruzalémem a horou Scopus a Hebrejskou univerzitou, přístupům ke svatým místům.

### se Sýrií
Dohoda se Sýrií byla podepsána 20. července 1949. Sýrie stáhla své síly z většiny oblastí, které ovládala západně od hranic. Toto území se následně stalo demilitarizovanou zónou. Bylo zdůrazněno, že linie příměří nemají být interpretovány či být jinak spojovány s jakýmkoliv budoucím permanentním ujednáním.

### Irák
Irák, jehož síly se války aktivně účastnily (ačkoliv nesousedí s Izraelem), stáhl své síly z této oblasti v březnu 1949. Fronta, okupovaná iráckými sílami byla zmíněna v dohodě o příměří mezi Izraelem a Jordánskem, a tak nemusela být sepsána žádná separátní dohoda mezi Izraelem a Irákem.